# Liste von Musiklabels/G

## G
| Name Musiklabel                               | Land                   | Sitz                         | Gründer | Jahr-Von            | Jahr-Bis            | Labelcode | Website             | Mutterlabel                        | Details |
| --------------------------------------------- | ---------------------- | ---------------------------- | --- | ------------------- | ------------------- | --------- | ------------------- | ---------------------------------- | --- |
| G-Funk Entertainment                          | Vereinigte Staaten     | Los Angeles                  | Warren G | 1995                |                     |           |                     | Universal Music Group              | |
| G-Stone Recordings                            | Österreich             |                              | Richard Dorfmeister und Peter Kruder                                                                                             | 1994                | 2014                |           |                     |                                    | |
| G7 Welcoming Committee Records                | Kanada                 |                              | Punkrockband Propagandhi | 1997                |                     |           |                     |                                    | |
| Galaxy Records                                | Vereinigte Staaten     |                              | | 1951                |                     |           |                     | Fantasy Records                    | |
| Galaxy21 Music                                | Vereinigte Staaten     |                              | Dan Michaels, Lisa Michaels | 2001                |                     |           |                     |                                    | |
| Galilee of the Nations                        | Vereinigte Staaten     |                              | | 1997                |                     |           |                     |                                    | |
| Galileo Records                               | Schweiz                |                              | Konny Eisenring | 1998                |                     |           |                     |                                    | |
| Gallo Record Company                          | Südafrika              |                              | Eric Gallo (Gallo Records), Arnold Golembo (Gramophone Record Company)                                                           | 1926                |                     |           |                     | Times Media Group                  | |
| Gamble Records                                | Vereinigte Staaten     |                              | Kenneth Gamble, Leon Huff | 1971                |                     |           |                     | Sony Music Entertainment           | |
| Gamm                                          | Schweden               |                              | |                     |                     |           |                     |                                    | |
| Gangsta Advisory Records                      | Vereinigte Staaten     |                              | Daz Dillinger | 2000                |                     |           |                     | EOne Music, Universal              | |
| Ganser & Hanke Media                          | Deutschland            |                              | |                     | 2015                |           |                     | Ganser & Hanke Musikmarketing GmbH | |
| Gan-Shin                                      | Deutschland            |                              | Matthias Müssig, Christoph Ortner-Bach, Deville Schober                                                                          | 2004                |                     |           |                     |                                    | |
| Gateway Records                               | Vereinigte Staaten     |                              | Carl Burckhardt | 1952                | 1958                |           |                     |                                    | |
| Gearbox Digital                               | Vereinigtes Königreich | Inverness                    | Phil 'Desudo' Macdonald | 2009                |                     |           |                     |                                    | |
| Gearhead Records                              | Vereinigte Staaten     |                              | Michelle Haunold, Mike Lavella                                                                                                   | 2000                |                     |           |                     |                                    | |
| GECO Tonwaren                                 | Österreich             |                              | |                     |                     |           |                     | Hoanzl                             | |
| Gee Records                                   | Vereinigte Staaten     | New York City                | George Goldner | 1953                |                     |           |                     | Tico Records und Rama Records      | |
| Gee Street Records                            | Vereinigtes Königreich | London                       | Jon Baker | 1985                | 1996                |           |                     |                                    | |
| Geffen Records                                | Vereinigte Staaten     |                              | David Geffen | 1975                |                     |           |                     | Universal Music Group              | Geffen Records war ursprünglich Teil von Warner Bros. Records. Warner verkaufte es 1990 an die MCA. Als Seagram 1995 die MCA übernahm, strukturierte man den Musikbereich der MCA neu zur Universal Music Group. |
| Gekko Records                                 | Vereinigtes Königreich | London                       | Simon Berry | 1993                | 2010                |           |                     |                                    | |
| Gemini Records                                | Norwegen               |                              | Bjørn Petersen | 1984                | 2006                |           |                     |                                    | |
| Gemstone Records                              | Niederlande            |                              | |                     | 2018                |           | Revealed Recordings |                                    | |
| General Records                               | Vereinigte Staaten     | New York City                | Hazard E. Reeves | 1939                | Anfang 1940er Jahre |           |                     | Consolidated Records, Inc.         | |
| Genjing Records                               | Volksrepublik China    | Peking                       | Nevin Domer | 2011                |                     |           |                     |                                    | |
| Gennett Records                               | Vereinigte Staaten     |                              | | 1917                | Ende 1940er Jahre   |           |                     | Starr Piano Company                | 1935 verkaufte die Starr Piano Company das Label zusammen mit Champion Records und dem gesamten Katalog an Decca Records, die beide Labels bis 1937 mit wenig Erfolg weiterführte. |
| genre b.goode                                 | Australien             | Melbourne                    | TISM | Ca. 1995            |                     |           |                     |                                    | |
| Gentle Art of Music                           | Deutschland            |                              | Jürgen Lang, Karlheinz Wallner                                                                                                   | 2010                |                     | LC 22956  |                     |                                    | |
| Genuin classics                               | Deutschland            |                              | Holger Busse, Alfredo Lasheras Hakobian                                                                                          | 1998                |                     | LC 12029  |                     |                                    | |
| Geoma Records                                 | Vereinigtes Königreich | Surrey                       | George David | 2013                |                     |           |                     |                                    | |
| Geräuschmanufaktur                            | Deutschland            | Osnabrück                    | Jan Warnke | 2011                |                     |           | bandcamp            |                                    | |
| Germaican Records                             | Deutschland            |                              | Leander Topp (Pionear) | 1999                |                     | LC 11860  |                     |                                    | |
| German Dream                                  | Deutschland            | Köln                         | Eko Fresh | 2004                |                     |           |                     |                                    | |
| Gern Blandsten Records                        | Vereinigte Staaten     | Paramus                      | Charles Maggio | 1992                |                     |           |                     |                                    | |
| Gerth Medien (Musiklabel)                     | Deutschland            |                              | | 2005                |                     | LC 13743  |                     | Gerth Medien GmbH                  | |
| Get Happy!! Records                           | Deutschland            |                              | Joachim Gaertner und Jochen Riegler                                                                                              | 1988                |                     |           |                     |                                    | |
| Get Low Recordz                               | Vereinigte Staaten     | San Francisco                | JT the Bigga Figga | 1992                |                     |           |                     |                                    | |
| Get Physical Music                            | Deutschland            |                              | Thomas Koch sowie M.A.N.D.Y. (Patrick Bodmer und Philipp Jung), Booka Shade(Walter Merziger und Arno Kammermeier) und Peter Hayo | 2002                |                     |           |                     |                                    | |
| Geykido Comet Records                         | Vereinigte Staaten     |                              | | 1998                |                     |           |                     |                                    | |
| Ghetto Ruff                                   | Südafrika              |                              | Lance Stehr | Ende 1980er Jahre   |                     |           |                     |                                    | |
| Ghost Box Music                               | Vereinigtes Königreich | London                       | Julian House und Jim Jupp | 2004                |                     |           |                     |                                    | |
| Ghostly International                         | Vereinigte Staaten     | Ann Arbor                    | Samuel Valenti IV | 1998                |                     |           |                     |                                    | |
| Ghostlight Records                            | Vereinigte Staaten     | New York City                | Kurt Deutsch und Sherie Rene Scott                                                                                               | 2000                |                     |           |                     |                                    | |
| Giant Electric Pea                            | Vereinigtes Königreich |                              | Michael Holmes, Thomas Waber, Laurence Dyer und Martin Orford                                                                    | 1992                |                     |           |                     |                                    | |
| Giant Records (Warner Bros. subsidiary label) | Vereinigte Staaten     |                              | Irving Azoff | 1990                |                     |           |                     | Warner Music Group                 | |
| Giant Step                                    | Vereinigte Staaten     | New York City                | Maurice Bernstein und Jonathan Rudnick (1990–2001)                                                                               | 1990                |                     |           |                     |                                    | |
| Giantslayer Records                           | Vereinigte Staaten     | Nashville                    | Rory Lee Feek und Tim Johnson | 2004                |                     |           |                     |                                    | |
| Gifted Records                                | Australien             | Surry Hills, New South Wales | Chris Wu | 1999                |                     |           |                     |                                    | |
| Gigantic Music                                | Vereinigte Staaten     | New York City                | Brian Devine | 2000                |                     |           |                     |                                    | |
| Gimell Records                                | Vereinigtes Königreich |                              | Peter Phillips und Steve Smith                                                                                                   | 1980                |                     |           |                     |                                    | |
| Giorno Poetry Systems                         | Vereinigte Staaten     |                              | John Giorno | 1965                |                     |           |                     |                                    | |
| Giza Studio                                   | Japan                  | Osaka                        | Daikoh Nagato | 1998                |                     |           |                     | Being Inc.                         | |
| Glacial Pace                                  | Vereinigte Staaten     |                              | Isaac Brock | 2005                |                     |           |                     |                                    | |
| Gladiator Records                             | Vereinigte Staaten     | Saint Paul                   | | 2000                |                     |           |                     |                                    | |
| Glasgow Underground Recordings                | Vereinigte Staaten     | London                       | Kevin McKay | 1997                |                     |           |                     |                                    | |
| gligg records                                 | Deutschland            | Schiffweiler                 | Martin Schmidt | 2010                | 2017                |           |                     |                                    | |
| Glitch Mode Recordings                        | Vereinigte Staaten     |                              | Sean Payne | 2003                |                     |           |                     |                                    | |
| Glitterbeat Records                           | Deutschland            | Beverungen                   | Reinhard Holstein, Rembert Stiewe                                                                                                | 1984                |                     |           |                     |                                    | |
| Glitterhouse Records                          | Deutschland            | Beverungen                   | Reinhard Holstein, Rembert Stiewe                                                                                                | 1984                |                     |           |                     |                                    | |
| GLM                                           | Deutschland            | München                      | Georg Löffler, Michèle Claveau                                                                                                   | 1988                |                     |           |                     |                                    | |
| GlobalGathering Group                         | Vereinigtes Königreich |                              | | 2013                |                     |           |                     | EMI UK & Ireland                   | |
| Global Music Group                            | Vereinigte Staaten     | Nashville                    | Roland Turner | 2006                |                     |           |                     |                                    | |
| Global Records                                | Rumänien               | Bukarest                     | Ștefan Lucian | 2008                |                     |           | Website             |                                    | |
| GLOBAL SOUNDS                                 | Deutschland            | Berlin                       | Max van der Rose | 2009                |                     | LC 20268  |                     |                                    | |
| Global Trance Network                         | Deutschland            |                              | |                     |                     |           |                     | Nova Tekk Records                  | |
| Global Underground                            | Deutschland            |                              | Andy Horsfield und James Todd | 1996                |                     |           |                     |                                    | |
| Gloriella Music                               | Deutschland            |                              | Jack White | 2007                |                     |           |                     |                                    | |
| Glowworm Records                              | Vereinigte Staaten     | Los Angeles                  | Columbia Records | 1953                |                     |           |                     | Sony Music Entertainment           | |
| Glurp                                         | Vereinigte Staaten     | Seattle                      | | 2001                |                     |           |                     |                                    | |
| GM Recordings                                 | Vereinigte Staaten     |                              | Gunther Schuller | 1980                |                     |           |                     |                                    | |
| GMA Records                                   | Philippinen            |                              | | 2003                |                     |           |                     | GMA Network                        | |
| GMM Grammy                                    | Thailand               |                              | | 1983                |                     |           |                     |                                    | |
| GMT Records                                   | Japan                  |                              | | 2004                |                     |           |                     | Aozora Records                     | |
| Gnomonsong                                    | Vereinigte Staaten     |                              | Devendra Banhart, Andy Cabic und Revolver USA                                                                                    |                     |                     |           |                     |                                    | |
| GNP Crescendo Records                         | Vereinigte Staaten     |                              | Gene Norman | 1954                |                     |           |                     |                                    | |
| Go-Feet Records                               | Vereinigtes Königreich |                              | |                     |                     |           |                     |                                    | |
| Go-Kart Records                               | Vereinigte Staaten     | New York City                | |                     |                     |           |                     |                                    | |
| Go-Kustom Rekords                             | Vereinigte Staaten     |                              | Kill Switch...Klick | 1998                |                     |           |                     |                                    | |
| Go! Beat Records                              | Vereinigtes Königreich | London                       | |                     |                     |           |                     |                                    | |
| Go! Discs                                     | Vereinigtes Königreich |                              | Andy MacDonald | 1983                |                     |           |                     |                                    | |
| GoatowaRex                                    | Volksrepublik China    | Peking                       | Dani Li | 2002                |                     |           |                     |                                    | |
| Godzilla Entertainment                        | Vereinigte Staaten     |                              | Yukmouth | 2003                |                     |           |                     |                                    | |
| Gold Castle Records                           | Vereinigte Staaten     |                              | Paula Jeffries | 1986                |                     |           |                     |                                    | |
| Gold Label Records                            | Volksrepublik China    | Peking                       | |                     |                     |           |                     |                                    | |
| Gold Mind Records                             | Vereinigte Staaten     |                              | Norman Harris |                     | Erloschen           |           |                     |                                    | |
| Gold Mountain Records                         | Vereinigte Staaten     |                              | | 1983                | 1985                |           |                     |                                    | |
| Gold Robot Records                            | Vereinigte Staaten     | Oakland                      | Hunter Mack | 2007                |                     |           |                     |                                    | |
| Gold Standard Laboratories                    | Vereinigte Staaten     | Los Angeles                  | Sonny Kay | 1993                | 2007                |           |                     |                                    | |
| Gold Star Records                             | Vereinigte Staaten     | Houston                      | Bill Quinn | 1941                |                     |           |                     | Quinn Recording Company            | |
| Gold Typhoon                                  | Volksrepublik China    | Peking                       | | 2008                |                     |           |                     | Warner Music Group                 | |
| Golden Era Records                            | Australien             | Adelaide                     | Hilltop Hoods | 2008                |                     |           |                     |                                    | |
| Golden World Records                          | Vereinigte Staaten     | Detroit                      | Ed Wingate und Joanne Bratton | 1962                | 1968                |           |                     |                                    | |
| Goldenrod Records                             | Vereinigte Staaten     | San Diego                    | Tod Swank | 1991                |                     |           |                     |                                    | |
| Goldzweig                                     | Deutschland            |                              | Sido | 2015                |                     |           |                     | Goldzweig Berlin GmbH              | |
| Gomma (Musiklabel)                            | Deutschland            |                              | Mathias Modica |                     |                     |           |                     |                                    | |
| Gone Records                                  | Vereinigte Staaten     |                              | George Goldner | 1957                | Erloschen           |           |                     |                                    | |
| Goner Records                                 | Vereinigte Staaten     | Memphis                      | Eric Friedl | 1993                |                     |           |                     |                                    | |
| Good Entertainment                            | Südkorea               | Seoul                        | | 2003                | 2009                |           |                     |                                    | |
| Good Kid Records                              | Deutschland            | Mannheim                     | Jules Kalmbacher, Jens Schneider, Moritz Schunk                                                                                  | 2020                |                     | LC 95183  | Website             |                                    | |
| Good Looking Records                          | Vereinigtes Königreich |                              | LTJ Bukem | Anfang 1990er Jahre | 2005                |           |                     |                                    | |
| GOOD Music                                    | Vereinigte Staaten     |                              | Kanye West | 2004                |                     |           |                     | Island Def Jam Music Group         | |
| Good Records                                  | Vereinigte Staaten     |                              | Tim DeLaughter |                     |                     |           |                     |                                    | |
| Good Time Jazz Records                        | Vereinigte Staaten     |                              | Lester Koenig | 1949                | 1969                |           |                     | Concord Music Group                | |
| Good to Die Records                           | Vereinigte Staaten     | Seattle                      | Nik Christofferson | 2011                |                     |           |                     |                                    | |
| Good Vibrations                               | Irland                 |                              | Terri Hooley | Anfang 1970er Jahre |                     |           |                     |                                    | |
| Gooom Disques                                 | Frankreich             |                              | Jean-Philippe Talaga | 1997                |                     |           |                     |                                    | |
| Gordy Records                                 | Vereinigte Staaten     |                              | | 1962                |                     |           |                     | Motown                             | |
| GospoCentric Records                          | Vereinigte Staaten     | Inglewood                    | Vicki Mack Lataillade und Claude Lataillade                                                                                      | 1993                |                     |           |                     | Sony Music Entertainment           | |
| Gotee Records                                 | Vereinigte Staaten     | Franklin (Tennessee)         | Toby „TobyMac“ McKeehan, Todd Collins, und Joey Elwood                                                                           | 1994                |                     |           |                     |                                    | |
| Gotham Records                                | Vereinigte Staaten     |                              | Sam Goode (Goody) und Ivin Ballen                                                                                                | 1946                |                     |           |                     |                                    | |
| Gotham Records (Rocklabel)                    | Vereinigte Staaten     |                              | Patrick Arn | 1994                |                     |           |                     |                                    | |
| Gourd Music                                   | Vereinigte Staaten     |                              | Neal Hellman | 1988                |                     |           |                     |                                    | |
| Grafton Entertainment                         | Nigeria                | Port Harcourt                | Tonye Ibiama | 2004                |                     |           |                     |                                    | |
| Gramavision Records                           | Vereinigte Staaten     |                              | Jonathan Rose | 1980                |                     |           |                     |                                    | |
| Gramm                                         | Island                 | Reykjavík                    | Ásmundur Jónsson und Einar Örn Benediktsson                                                                                      | 1981                |                     |           |                     |                                    | |
| Grammofon AB Electra                          | Schweden               |                              | Sixten Eriksson | 1956                | 1990                |           |                     |                                    | |
| Gramophone Company                            | Vereinigtes Königreich |                              | Emil Berliner | 1898                | 1931                |           |                     |                                    | Nach dem 1900 erfolgten Erwerb der Rechte der Lambert Typewriter Company hieß die Gesellschaft für einige Jahre Gramophone & Typewriter Ltd. Die Gramophone Company ging mit der Columbia Graphophone Company im März 1931 in der neu gegründeten britischen EMI Group auf, die in späteren Jahrzehnten zu den fünf größten Musiklabels der Welt gehören sollte. |
| Gramy Records                                 | Ungarn                 |                              | Attila Egerhazi | 1999                |                     |           |                     |                                    | |
| Granary Music                                 | Vereinigte Staaten     |                              | Bob Mould |                     |                     |           |                     |                                    | |
| Grand Award Records                           | Vereinigte Staaten     |                              | |                     | Erloschen           |           |                     |                                    | |
| Grand Central Records                         | Vereinigtes Königreich | Manchester                   | Mark Rae | 1995                |                     |           |                     |                                    | |
| Grand Hotel van Cleef                         | Deutschland            |                              | Thees Uhlmann, Marcus Wiebusch, Reimer Bustorff                                                                                  | 2002                |                     | LC 12764  |                     |                                    | |
| Grand Hustle Records                          | Vereinigte Staaten     |                              | Clifford „T.I.“ Harris Jr. und Jason Geter                                                                                       | 2003                |                     |           |                     |                                    | |
| Le Grand Magistery                            | Vereinigte Staaten     | Bloomfield Hills             | | 1996                |                     |           |                     |                                    | |
| Grand Prix (Musiklabel)                       | Frankreich             |                              | Fab G. | 2000                |                     |           |                     |                                    | |
| Grand Production (Label)                      | Deutschland            | Augsburg                     | Ayhan Uslu | 1990                |                     | LC 85573  | Website             | CILEM RECORDS INTERNATIONAL        | CILEM RECORDS INTERNATIONAL Ug (haftungsbeschränkt) |
| Grand Royal                                   | Vereinigte Staaten     | Los Angeles                  | Beastie Boys | 1992                |                     |           |                     | Capitol Records                    | |
| Grapefruit (music label)                      | Vereinigte Staaten     | Brooklyn                     | Simon Joyner und Ben Goldberg | 2011                |                     |           |                     |                                    | |
| Grateful Dead Records                         | Vereinigte Staaten     |                              | Grateful Dead | 1973                |                     |           |                     |                                    | |
| Grau Records                                  | Deutschland            | Wäschenbeuren                | Thomas Wahl | 2002                |                     |           | Website             |                                    | |
| Graveface Records                             | Vereinigte Staaten     | Savannah                     | Ryan Graveface |                     |                     |           |                     |                                    | |
| Gravitas Recordings                           | Vereinigte Staaten     | Austin                       | Jesse Brede | 2011                |                     |           |                     |                                    | |
| Gravity Records                               | Vereinigte Staaten     | San Diego                    | Matt Anderson | 1991                |                     |           |                     |                                    | |
| Great Big Mouth Records                       | Vereinigte Staaten     | Des Moines                   | Corey Taylor und Denny Harvey | 2006                |                     |           |                     |                                    | |
| Great White North Records                     | Kanada                 | Sainte-Julie                 | Rémi Côté und Stephan Bélanger                                                                                                   | 1999                | 2006                |           |                     |                                    | |
| Greedhead Music                               | Vereinigte Staaten     |                              | Himanshu Suri | 2008                |                     |           |                     |                                    | |
| Green Cookie Records                          | Griechenland           | Thessaloniki                 | |                     |                     |           |                     |                                    | |
| Green Linnet Records                          | Vereinigte Staaten     | Nashville                    | Lisa Null und Patrick Sky | 1973                |                     |           |                     | Compass Records                    | |
| Greenleaf Music                               | Vereinigte Staaten     |                              | Dave Douglas und Mike Friedman                                                                                                   | 2003                |                     |           |                     |                                    | |
| Greenhouse Music                              | Kanada                 | Toronto                      | | 2003                |                     |           |                     |                                    | |
| Greensleeves Records                          | Vereinigtes Königreich |                              | Chris Cracknell & Chris Sedgwick                                                                                                 | 1975                |                     | LC 05923  |                     | VP Records                         | 2008 erfolgte die Übernahme durch VP Records |
| Greentrax Recordings                          | Vereinigtes Königreich | Cockenzie                    | Ian Green | 1986                |                     |           |                     |                                    | |
| Gregmark Records                              | Vereinigte Staaten     |                              | Lester Sill | 1961                | Erloschen           |           |                     |                                    | |
| Grenadine Records                             | Kanada                 | Montreal                     | Eric Y. Lapointe und Alex Megelas                                                                                                | 1999                |                     |           |                     |                                    | |
| Grey Gull Records                             | Vereinigte Staaten     | Boston                       | Theodore Lyman Shaw | 1919                | 1934                |           |                     |                                    | |
| Greyday Productions                           | Vereinigte Staaten     | Portland                     | |                     |                     |           |                     |                                    | |
| GRGDN                                         | Türkei                 |                              | Haluk Kurosman und Hadi Elazzi                                                                                                   | 2003                |                     |           |                     |                                    | |
| Grievantee Productions                        | Finnland               | Lappeenranta                 | Ville „Shatraug“ Pystynen | 2003                | 2012                |           |                     |                                    | |
| Griffin Music                                 | Kanada                 | Toronto                      | Robert Godwin | 1989                |                     |           |                     |                                    | |
| Grindhead Records                             | Australien             | Sylvania (New South Wales)   | Ryan Jerrold | 2002                |                     |           |                     |                                    | |
| Gringo Records                                | Vereinigtes Königreich | Nottingham                   | | 1996                |                     |           |                     |                                    | |
| Gris Records                                  | Ukraine                |                              | | 2010                | 2012                |           | Website             | Boyanov Gimn Publishing            | |
| Grönland Records                              | Vereinigtes Königreich |                              | Herbert Grönemeyer | 1999                |                     |           |                     |                                    | |
| Groove Attack                                 | Deutschland            |                              | Oliver von Felbert | 1990                |                     |           |                     |                                    | |
| Groove Records                                | Vereinigte Staaten     |                              | Bob Rolontz | 1953                |                     |           |                     | RCA Victor                         | |
| Grover Records                                | Deutschland            |                              | Oswald Münnig | 1993                |                     |           |                     |                                    | |
| GRP Records                                   | Vereinigte Staaten     |                              | Dave Grusin und Larry Rosen | 1976                |                     |           |                     |                                    | |
| GRRR Records                                  | Frankreich             | Paris                        | Jean-Jacques Birgé | 1975                |                     |           |                     |                                    | |
| Gruenrekorder                                 | Deutschland            | Frankfurt am Main            | Lasse-Marc Riek und Roland Etzin                                                                                                 | 2003                |                     | LC 09488  |                     |                                    | |
| Grunt Records                                 | Vereinigte Staaten     |                              | Jefferson Airplane | 1971                |                     |           |                     | Jefferson Airplane, Inc.           | |
| GS Productions                                | Russland               | Moskau                       | Vitalik Savisk | 2013                |                     |           |                     |                                    | |
| GTO Records                                   | Vereinigtes Königreich |                              | Laurence Myers | 1974                |                     |           |                     | CBS Records                        | |
| Guerilla Asso                                 | Frankreich             | Paris                        | Till Lemoine | 2003                |                     |           | Website             |                                    | |
| Guerilla Records                              | Vereinigtes Königreich |                              | William Orbit, John Gosling und Dick O’Dell                                                                                      | 1990                |                     |           |                     |                                    | |
| Guided Missile                                | Vereinigtes Königreich | London                       | Paul Kearney | 1994                |                     |           |                     |                                    | |
| Gulcher Records                               | Vereinigte Staaten     | Bloomington                  | Bob Richert | Mitte 1970er Jahre  |                     |           |                     |                                    | |
| Gulfstream Records                            | Vereinigte Staaten     |                              | Vince „Vinnie“ Fiorino | Anfang 1950er Jahre | 1962                |           |                     |                                    | |
| Gun Records                                   | Deutschland            |                              | | 1992                | 2009                |           |                     | Sony Music Entertainment           | |
| Gusto Records                                 | Vereinigte Staaten     | Nashville                    | Moe Lytle und Tommy Hill | 1973                |                     |           |                     |                                    | |
| Gut Records                                   | Vereinigtes Königreich | London                       | Guy Holmes | 1991                |                     |           |                     |                                    | |
| Gutfeeling Records                            | Deutschland            | München                      | Daniel Kappla | 1993                |                     |           |                     |                                    | |
| Guy Cloutier Communications                   | Kanada                 | Quebec                       | Guy Cloutier | 1969                |                     |           |                     |                                    | |
| Gwarn Music                                   | Vereinigtes Königreich | Manchester                   | Tony Henry | 1991                |                     |           |                     |                                    | |
| GWR Records                                   | Vereinigtes Königreich | London                       | Doug Smith und Ray Richards | 1986                | 1991                |           |                     |                                    | |
| G-Unit Records                                | Vereinigte Staaten     |                              | 50 Cent und Sha Money XL | 2003                |                     |           |                     |                                    | |